# アルファクス・フード・システム
株式会社アルファクス・フード・システム（英: Alphax Food System Co.,LTD 略称: afs）は、山口県山陽小野田市に本社を置く外食産業専門の情報システム企業である。

## 事業内容
- 外食産業向けで世界唯一、最大規模の専業ソフトウェアメーカー
- 国内専用で唯一　ダイドツNo1の基幹業務システム「飲食店経営管理システム®｣の販売。
- 世界初の外食産業向け｢自動発注システム｣で、2017年1月に特許を取得。
- ASP/クラウド方式による日本で最初（1995年開始）の各種イントラネット基幹業務サービスメーカー。
- 外食産業向け専用のPOSシステム、オーダーショット、テーブルショット機器の開発・販売。
- ハードウェア・ソフトウェアの全国メンテナンスサービス。国内最大の319拠点を置く。
- 「飲食店経営管理システム®｣及び拡張機能｢自動発注システム」の販売・サービス提供。
- これまでまったく開発されてこなかった、重油ボイラーの完全撤去を可能にした業務用電気ボイラーで、食材ロスにシナジーのあるホテル業界に限定して、エネルギーコスト削減事業に参入。

## 沿革
- 1987年（昭和62年）3月 - 株式会社アルファクスのOAソフトウェア開発事業部として、業界初外食産業向け「飲食店経営管理システム」の全国販売を開始。
- 1989年（平成元年）1月 - 「飲食店経営管理システム」オプションシステムとして、CKや配送センターを含めて食材の自動発注を可能にする「物流システム」を発表、全国販売開始。
- 1991年（平成3年）1月 - 業界初の飲食店専用「棚卸ハンディーターミナル」を開発、全国販売。
- 1992年　世界初の「飲食店経営管理システム｣拡張機能｢自動発注システム｣を販売開始。しかし、ソフトウェアが巨大になり、約1年半年で出荷を停止（約600店舗で稼働していた）。のち2017年に再販され、2018年には特許取得
- 1992年（平成4年）6月 - 業界初のノート型パソコン店舗発注端末を発表。これまでの発注端末に比較してコスト/操作性を改善した。
- 1993年（平成5年）12月 - 株式会社アルファクスOAソフトウェア開発事業部から、事業推進者であった田村隆盛（現・代表取締役会長）が事業部を買取り（MBO）、独立。国内2例目の規模だった。同時に、藤井由実子と株式会社アルファクス・フード・システムを設立。
- 1994年（平成6年）9月 - オンラインPOSシステム「FOOD α1000」企画・製造・販売を開始。
- 1995年（平成7年）5月 - ホテル旅館向けフードコントロールシステム「FOOD STAFF」を発売。
- 1995年（平成7年）10月　世界初のデータセンター（集配信技術センター）を建設し、サービス開始
- 1996年（平成8年）
  - 7月 - フード起業家支援雑誌として、月刊「フードベンチャー」発行。
  - 8月 - 業界初の専用インターネット業務サービス（24時間監視）を開始。
- 1997年（平成9年）
  - 2月 - インターネット上で食材、厨房、設備機器等の製品情報を公開する「バイヤーズガイド検索」のサービス開始。
  - 12月 - 国内主要POSを混在集配信できる業界初の「POS代行集信サービス」・各種基幹業務系ASPサービスを開始。
- 1998年（平成10年）3月 - フードサービス業界初の実務フォーム集「店丼パック98」発売。
- 1999年（平成11年）11月 - ハウステンボス内飲食施設（150店）管理をASPサービスとして受注、テーマパーク飲食施設第1号となる。
- 2002年（平成14年）
  - 1月 - 業界初で券売機オンライン業務分析サービスを開始。
  - 3月 - 世界初のリアルタイム宴会受付サービス「e-foodコール」（現・R2）サービス開始。
- 2003年（平成15年）5月 - 情報誌「partner」を創刊、メール配信サービスを開始。
- 2004年（平成16年）7月 - オーダーエントリーシステム「オーダーショット」発売。
- 2006年（平成18年）
  - 2月 - リアルタイム予約サイト「R2」のモバイルサイトを開設。
  - 9月 - 外食産業専業の情報システム会社として、世界で初めて株式上場（ヘラクレス市場（現・ジャスダック））。
  - 世界初の座席リアルタイム予約「R2」PCサイトの本格サービスを開始。
- 2014年（平成26年）
  - 10月 - 上場直後から実質的に営業を他取締役に任せていた、創業者で支配株主の田村隆盛が3期連続の赤字解消のため、営業施策変更を実施しようとしたところ、業績を悪化させた主犯の松崎常男が中心となり、田村を代表取締役社長から解任するクーデターが発生。その後、虚偽増資事件に発展する。
  - 11月 - 取締役会がりく・マネジメント・パートナーズなどに対する第三者割当増資を決議。取締役の田村が差止仮処分の申し立てを行う。
  - 12月 - 山口地方裁判所宇部支部が差止仮処分を決定。定時株主総会で松崎が取締役を解任され、田村が代表取締役社長に復帰。
- 2015年（平成27年）11月 -「飲食店経営管理システム」の拡張機能として「自動発注システム」リリース　大ヒットにより、業績黒字転換。
- 2016年（平成28年）
  - 5月 - 日本で初めての「オフグリッド データセンター」建設着工を発表（大手電力会社からの送電線を引かない自社電力）。
  - 8月 -｢自動発注システム｣の特許を出願。
  - 12月 - 株式会社光通信との合弁会社｢株式会社AFSマーケティング｣を設立
- 2017年（平成29年）
  - 2月 -「自動発注システム」が技術特許を取得
  - 6月 - 業界に先駆け｢FOODαシリーズ｣ POSシステム用電子決済システム「α-PAY」などを発表
  - 7月 - 今後に先駆けて、超小型低価格、飲食店向けPOSシステム「FOODα4000」をリリース
  - 8月 - ナチュラルグリーンパークホテルの譲受を発表
  - 9月 - 当社創業30周年記念として、ナチュラルグリーンパークホテルで30周年感謝祭を実施
  - 9月 - 事業譲渡を受け、マーケティングツール｢顧客管理システムiMSS-α（イムズ-アルファ）｣ を発売開始
  - 11月 - 国内初、汎用アンドロイドタブレットを活用できるお客様テーブル端末「テーブルショット汎用機タイプ」をリリース
  - 12月 - 今後のセルフ化、自動釣銭機の需要増を見込み、グローリー株式会社との業務提携を発表
- 2018年（平成30年）
  - 3月 - グローリーとの提携により開発した外食産業向け専用セルフレジ｢セルフショット｣を販売開始
  - 6月 - 業界初の通信帯域920MHzに対応した通信モジュール搭載対応　次世代「オーダーショット」を出荷開始
  - 11月 - 業務用電気ボイラーを開発し、販売を開始
- 2019年（平成31年/令和元年）
  - 2月 - 広島営業所を開設。超コンパクト低コストセルフレジ精算機「セルフショット」のホテルバージョンを発売開始
  - 3月 - 東京都の『食品ロス対策セミナー』へ、対策可能企業として初めて当社が選ばれ、代表取締役社長の田村がセミナーへ登壇
  - 11月 - ｢自動発注システム｣のヒットにより、上場来最高益を更新。札幌営業所を開設
- 2020年（令和2年）
  - 2月 - 国内初、外食産業向け配膳AIロボット「サービスショット」の3月リリースを発表（α1号機）
  - 3月 - 金融庁からの指摘を受けて、｢過年度の有価証券報告書等及び決算短信等の訂正に関するお知らせ｣を開示
  - 3月 - コロナ感染症業界影響による対策のため、セルフショット券売機版をリリース
  - 4月 - 新型コロナウイルス対策、外食業界支援の一助として、飲食店に対しテイクアウト/デリバリー予約の｢e-foodオーダー｣を当面の間無料で提供すると発表
  - 6月 - セルフレジ（当社製品名｢セルフショット｣）会計に関する業界初の特許を取得
  - 10月 - 外食産業向け配膳AIロボット「サービスショット」1号機～7号機までのラインナップ化
- 2021年（令和3年）
  - 4月 - 当社製自律歩行型配膳AIロボット「サービスショット」が、中学校用技術・家庭の教材に採用される
  - 4月 - コロナ禍対策の水平展開として、カラオケ業界向けセルフレジの進化系自動精算機をリリース
  - 8月 - 「IT 導入補助金2021」のIT 導入支援事業者に採択され、「飲食店経営管理システム」がIT 導入補助金2021 対象ツールと　　　  して認定される
  - 12月 - 代表取締役社長に、当社共同創業者の藤井由実子が就任。創業者の田村隆盛は代表取締役会長に就任
- 2022年 （令和4年）
  - 3月 - フードサービス業向け勤怠集計管理システム『Timely（タイムリー）』の全世界共通グローバル版をリリース
  - 7月 - 配膳AIロボット「サービスショット」シリーズの機能大幅拡充版、配膳ロボットα8号機を販売開始
  - 7月 - コロナ禍で販売を停止していた｢ウィルス・ゲートショット｣の販売を開始、学習塾チェーンに導入
  - 8月 - 当社がWeb予約システム｢efoodオーダー｣と店舗全自動予約受付システム機を連動させて、店舗の完全DX化を果たしたモデル店舗を関東に出店
  - 10月 - コロナ禍の対策として、大型汎用タブレット10W型無線給電器｢ワイヤレスショット」を全業界向けに販売を開始
  - 11月 - 隣接所有するナチュラルグリーンパークホテル不動産を、リゾリート株式会社に売却[3]。ホテル内の実証試験店舗運用は継続
- 2025年（令和7年）
  - 5月8日 - 新規事業で始めた周辺機器であるロボット販売における会計処理に疑義があったことが認められたため、特別調査委員会を設置。2025年9月期第2四半期（中間期）の決算発表を延期[4]。監査法人やまぶきが会計監査人就任を辞退したため、会計監査人が不在の状態に陥る[5]。
  - 7月24日 - 2025年9月期半期報告書を法定期限までに提出できなかったため、東京証券取引所から監理銘柄（確認中）の指定を受ける[6]。
  - 9月6日 - 四半期レビュー報告書を添付した2025年9月期半期報告書を8月5日までに提出しなかったため、東京証券取引所グロース市場上場廃止予定[1]。